# Кукла
„Кукла” је југословенски и македонски ТВ филм из 1973. године. Режирао га је Димитре Османли а сценарио је написао Влада Урошевић

## Улоге
| Глумац              | Улога |
| ------------------- | ----- |
| Стојка Цекова       |       |
| Александар Ђуровски |       |
| Мето Јовановски     |       |
| Снежана Стамеска    |       |